# Sean Young
Sean Young (Louisville, Kentucky, 1959. november 20. –) amerikai színésznő.
Szakmai hírnevét olyan filmekkel alapozta meg, mint a Bombázók a seregnek (1981), a Szárnyas fejvadász (1982), a Dűne (1984), a Nincs kiút (1987), a Tőzsdecápák (1987), az Unokatestvérek (1989) és az Ace Ventura: Állati nyomozó (1994).
Kisebb televíziós vendégszerepek mellett 2010 és 2011 között visszatérő szereplőként tűnt fel a Nyughatatlan fiatalok című szappanoperában.

## Fiatalkora
Szülei mindketten a sajtó területén dolgoztak, apja televíziós producer és újságíró, anyja forgatókönyvíró, PR-vezető és szintén újságíró volt. Ő maga Clevelandbe járt középiskolába, de nem érettségizett le, ezután az Interlochen Művészeti Akadémiára járt Interlochenben, Michiganben. A New York-i Amerikai Balett Iskolába is járt. Mielőtt színésznő lett volna modellként és balett táncosként dolgozott.

## Színészi pályafutása

### 1980-as évek
Első filmszerepe a Jane Austen in Manhattan (1980) című romantikus drámában volt, majd a Bombázók a seregnek (1981) című vígjátékban tűnt fel. 1982-ben a főszereplőt alakító Harrison Ford szerelmi partnereként a replikáns Rachaelt formálta meg a Szárnyas fejvadász című sci-fiben. 1984-ben egy szintén klasszikus sci-fi-történetben, a Dűne filmváltozatában vállalt szereplést. 1987-ben kisebb szerepet kapott a Tőzsdecápák című Oliver Stone-drámában, a főszereplő Michael Douglas (Gordon Gecco) feleségeként – a Young által megformált asszony eredetileg jelentőségteljesebb szereplő lett volna a filmben, de Stone a színésznővel történő nézeteltérések miatt nagymértékben megnyirbálta szerepkörét.
Egyik legfontosabb szerepét a Nincs kiút (1987) című politikai thrillerben kapta, melyben Gene Hackman és Kevin Costner oldalán játszott.
1988-ban James Woods mellett tűnt fel a Kétes üzlet című drámában. Woods később zaklatással vádolta és beperelte a színésznőt, azzal vádolva, hogy egy megcsonkított játékbabát hagyott az ő és akkori menyasszonya lépcsője előtt. Az ügyet végül peren kívüli megegyezéssel zárták le és Young 227 ezer dollárt kapott a perköltségek fedezésére, de színészi hírneve megsínylette az incidenst.
Ezt követően szerepelt volna Tim Burton 1989-es Batman című filmjében, mint a címszereplő romantikus partnere, Vicky Vale. Azonban a próbák során egy lovasbalesetben (mely nem került bele a film végleges változatába) eltörte a karját, ezért Kim Basingerrel helyettesítették a hatalmas anyagi sikert arató szuperhős-filmben.

### 1990 után
Eredetileg ő kapta volna Tess Trueheart női főszerepét a Dick Tracy című képregényfilmben, azonban végül Glenne Headlyhez került a szerep. Young később azt állította, ez azért történt meg, mert visszautasította a film rendezőjének és férfi főszereplőjének, Warren Beattynek a közeledését. Beatty ezt tagadta és szakmai okokkal magyarázta döntését. 1991-es Halálcsók című filmjének kettős szerepével Young egyszerre két Arany Málna díjat is szerzett, legrosszabb női főszereplő, illetve mellékszereplő kategóriákban. 1992-ben Michael Caine partnere volt a Blue Ice című tévés krimiben. 1994-ben az Ace Ventura: Állati nyomozó negatív főszereplője volt Jim Carrey partnereként. 1995-ben egy újabb filmvígjáték, a Dr. Jekyll Junior következett. Ezután karrierje hanyatlásnak indult és kevésbé nevezetes független, illetve televíziós filmekben, valamint sorozatok epizódszerepeiben tűnt csak fel.
2010–2011-ben a Nyughatatlan fiatalok című szappanopera visszatérő szereplőjeként volt látható. 2017-ben a Szárnyas fejvadász 2049 című sci-fiben játszotta el ismét az első részben megismert Rachael klónjának szerepét. A szereplő megformálásához egy másik színésznőt is bevontak, akinek Young tanította be Rachael mozgását. Továbbá hosszadalmas számítógépes utómunkával Young arcát is megfiatalították, hogy hitelesen megformálhassa a több mint 30 évvel korábbi szerepét. Mivel a filmet részben Budapesten forgatták, Young is eljött Magyarországra. Egy később vele megjelent interjúban arról beszélt, nem igazán tudta, mi a dolga a filmben. Itt több pályatársát is kritizálta, akik szerinte nem voltak tisztességesek vele szemben, de arról is beszélt, hogy hajlamos öntörvényűnek lenni.

## Magánélete
1990-ben hozzáment Robert Lujan színészhez, akitől egy fia is született; a házaspár 2002-ben elvált, de 2010-ben megint összeházasodott. Több alkalommal vett részt rehabilitáción alkoholproblémák miatt. 2017-ben azt állította, hogy Harvey Weinstein producer őt is szexuálisan zaklatta.

### Rendőrségi és peres ügyei
James Woods zaklatás vádjával beperelte a színésznőt, mert állítása szerint az egy megcsonkított játékbabát helyezett el az ő és akkori menyasszonya lépcsője előtt. Peren kívüli megegyezést követően Young 227 ezer dollárt kapott a perköltségek fedezésére.
Kisebb botrányt okozott, mikor a 2012-ben tartott 84. Oscar-gála utáni rendezvény biztonsági személyzete nem akarta beengedni meghívó hiányára hivatkozva, és ezért felpofozta az egyik őrt. Az incidens miatt letartóztatták, de jogi következménye nem lett az ügynek. 
2018-ban kamerafelvételek tanúsága szerint fiával eltulajdonítottak két laptopot összesen 12 000 dollár értékben egy film produkciós irodájából, aminek a rendezését eredetileg Young végezte volna, de lecserélték másvalakire. Young később ügyvédjén keresztül juttatta vissza az eszközöket azt állítva, hogy csak a saját holmiját akarta elvinni, de miután látta, hogy a gépek nem az övéi, visszaszolgáltatta azokat. Jogi útra ezúttal sem terelte senki az ügyet.

## Filmográfia

### Film
| Év   | Magyar cím                           | Eredeti cím                       | Szerep                                | Magyar hang         |
| ---- | ------------------------------------ | --------------------------------- | ------------------------------------- | ------------------- |
| 1980 |                                      | Jane Austen in Manhattan          | Ariadne Charlton                      |                     |
| 1981 | Bombázók a seregnek                  | Stripes                           | Louise Cooper                         | Dudás Eszter        |
| 1981 | Bombázók a seregnek                  | Stripes                           | Louise Cooper                         | Kovács Vanda        |
| 1982 | Szárnyas fejvadász                   | Blade Runner                      | Rachael                               | Kiss Mari           |
| 1982 | Szárnyas fejvadász                   | Blade Runner                      | Rachael                               | Csere Ágnes         |
| 1982 | Szárnyas fejvadász                   | Blade Runner                      | Rachael                               | Tóth Enikő          |
| 1982 | Szárnyas fejvadász                   | Blade Runner                      | Rachael                               | Nemes Takách Kata   |
| 1982 | Szerelmes doktorok (Ágyak és vágyak) | Young Doctors in Love             | Dr. Stephanie Brody                   | Dudás Eszter        |
| 1984 | Dűne                                 | Dune                              | Chani                                 | Major Melinda       |
| 1985 | Pici – Az elveszett legenda titka    | Baby: Secret of the Lost Legend   | Susan Matthews-Loomis                 | Tóth Ildikó         |
| 1986 |                                      | Under the Biltmore Clock          | Myra Harper                           |                     |
| 1987 | Nincs kiút                           | No Way Out                        | Susan Atwell                          | Vándor Éva          |
| 1987 | Tőzsdecápák                          | Wall Street                       | Kate Gekko                            | Hámori Ildikó       |
| 1987 | Tőzsdecápák                          | Wall Street                       | Kate Gekko                            | Németh Kriszta      |
| 1988 | Kétes üzlet                          | The Boost                         | Linda Brown                           |                     |
| 1989 | Unokatestvérek                       | Cousins                           | Tish Kozinski                         |                     |
| 1990 | Tűzmadár akció                       | Fire Birds                        | Billie Lee Guthrie                    | Györgyi Anna        |
| 1991 | Halálcsók                            | A Kiss Before Dying               | Dorothy / Ellen Carlsson              | Györgyi Anna        |
| 1991 | Halálcsók                            | A Kiss Before Dying               | Dorothy / Ellen Carlsson              | Kiss Virág Magdolna |
| 1992 |                                      | Forever                           | Mary Miles Minter                     |                     |
| 1992 | Szerelmi bűntények                   | Love Crimes                       | Dana Greenway                         |                     |
| 1992 | Volt egyszer egy gyilkosság          | Once Upon a Crime                 | Phoebe                                | Vándor Éva          |
| 1992 | Volt egyszer egy gyilkosság          | Once Upon a Crime                 | Phoebe                                | Orosz Helga         |
| 1992 | Volt egyszer egy gyilkosság          | Once Upon a Crime                 | Phoebe                                | Kökényessy Ági      |
| 1992 | Blue Ice                             | Blue Ice                          | Stacy Mansdorf                        | Andresz Kati        |
| 1992 | Csókolj, ölelj, tégy raboddá!        | Hold Me, Thrill Me, Kiss Me       | Twinkle                               |                     |
| 1993 | Néha a csajok is úgy vannak vele     | Even Cowgirls Get the Blues       | Marie Barth                           |                     |
| 1993 | Végzetes ösztön                      | Fatal Instinct                    | Lola Cain                             | Orosz Helga         |
| 1993 | Végzetes ösztön                      | Fatal Instinct                    | Lola Cain                             | Orosz Anna          |
| 1994 |                                      | Bolt                              | Patty Deerheart                       |                     |
| 1994 | Ace Ventura: Állati nyomozó          | Ace Ventura: Pet Detective        | Lois Einhorn hadnagy / Ray Finkle     | Nyírő Beáta         |
| 1994 | Ace Ventura: Állati nyomozó          | Ace Ventura: Pet Detective        | Lois Einhorn hadnagy / Ray Finkle     | Tallós Rita         |
| 1994 | Zsaru a kifutón                      | Model by Day                      | Mercedes                              |                     |
| 1995 |                                      | Mirage                            | Jennifer Gale                         |                     |
| 1995 | Dr. Jekyll Junior                    | Dr. Jekyll and Ms. Hyde           | Helen Hyde                            | Für Anikó           |
| 1996 |                                      | The Proprietor                    | Virginia Kelly                        |                     |
| 1997 | A kivétel erősíti a szabályt         | Exception to the Rule             | Angela Bayer                          |                     |
| 1997 | A behatoló                           | The Invader                       | Annie Neilsen                         | Kocsis Judit        |
| 1997 |                                      | Men                               | Stella James                          |                     |
| 1997 |                                      | The Dog of Flanders               | Alois nővér (angol hangja)            |                     |
| 1998 | Kitörés                              | Out of Control                    | Lena                                  |                     |
| 1999 |                                      | Motel Blue                        | Lana Hawking                          |                     |
| 2000 | Ösztöndíjas bankrablás               | Poor White Trash                  | Linda Bronco                          |                     |
| 2000 |                                      | The Amati Girls                   | Christine                             |                     |
| 2001 | Bankrabló csajok                     | Sugar & Spice                     | Mrs. Hill                             |                     |
| 2001 |                                      | Mockingbird Don't Sing            | Dr. Judy Bingham                      |                     |
| 2001 | Gyémántok, bűn, szerelem             | Night Class                       | Claire Sherwood                       |                     |
| 2002 | Törvényszéki bomba                   | Aftermath                         | Rachel Anderson                       | Radó Denise         |
| 2002 |                                      | The House Next Door               | Monica                                |                     |
| 2002 |                                      | Threat of Exposure                | Dr. Daryl Sheleigh                    |                     |
| 2004 | Nicsak, ki gyilkol most?             | A Killer Within                   | Rebecca "Becky" Terrill               |                     |
| 2004 |                                      | Until the Night                   | Cosma                                 |                     |
| 2004 |                                      | In the Shadow of the Cobra        | Samantha                              |                     |
| 2005 |                                      | Ghosts Never Sleep                | Rebecca                               |                     |
| 2005 |                                      | Headspace                         | anya                                  |                     |
| 2006 |                                      | The Drop                          | Ivy                                   |                     |
| 2006 |                                      | The Garden                        | Miss Grace Chapman                    |                     |
| 2006 |                                      | Living the Dream                  | Brenda                                |                     |
| 2008 |                                      | The Man Who Came Back             | Kate                                  |                     |
| 2008 | Paraszomnia                          | Parasomnia                        | Madeline Volpe                        |                     |
| 2008 | Kísértő félelem                      | Haunted Echoes                    | Laura                                 | Orosz Anna          |
| 2008 |                                      | Harvest Moon                      | Meg                                   |                     |
| 2012 |                                      | Attack of the 50 Foot Cheerleader | Brenda Stratford                      |                     |
| 2012 |                                      | The Black Dove                    | Bonnie Williams                       |                     |
| 2013 |                                      | Jug Face                          | Loriss                                |                     |
| 2013 |                                      | Send No Flowers                   | Toni                                  |                     |
| 2013 | Gingerclown                          | Gingerclown                       | Nelly a pókasszony (hangja)           |                     |
| 2014 |                                      | My Trip Back to the Dark Side     | önmaga                                |                     |
| 2014 | A férjem az igazi vesztes            | My Man Is a Loser                 | terapeuta                             | Solecki Janka       |
| 2015 | Csontok és skalpok                   | Bone Tomahawk                     | Mrs. Porter                           |                     |
| 2015 |                                      | Darling                           | Madame                                |                     |
| 2016 |                                      | Confidence Game                   | Sylvie                                |                     |
| 2017 |                                      | Lost Cat Corona                   | Roxie                                 |                     |
| 2017 | Szárnyas fejvadász 2049              | Blade Runner 2049                 | Rachael / Rachael klónja (megjelenés) | Nemes Takách Kata   |

### Televízió
| Év        | Magyar cím                        | Eredeti cím                         | Szerep                        | Megjegyzések                                |
| --------- | --------------------------------- | ----------------------------------- | ----------------------------- | ------------------------------------------- |
| 1984      |                                   | American Playhouse                  | Myra Harper                   | 1 epizód                                    |
| 1985      |                                   | Tender Is the Night                 | Rosemary Hoyt                 | 4 epizód                                    |
| 1986      |                                   | Blood & Orchids                     | Leonore Bergman               | tévéfilm                                    |
| 1992      | Gyilkosság nagyvonalakban         | Sketch Artist                       | Rayanne Whitfield             | - tévéfilm - magyar hangja: - Major Melinda |
| 1994      |                                   | Witness to the Execution            | Jessica Traynor               | tévéfilm                                    |
| 1996      | A rettegés arca                   | Evil Has a Face                     | Gwen McGerrall                | tévéfilm                                    |
| 1996      | Meghalni és feltámadni            | Everything to Gain                  | Mallory Ashton Jordan Keswick | tévéfilm                                    |
| 1997      |                                   | Gun                                 | Paula                         | 1 epizód                                    |
| 1998      |                                   | The Cowboy and the Movie Star       | Sean Livingston               | tévéfilm                                    |
| 2000      |                                   | Secret Cutting                      | Joyce Cottrell                | tévéfilm                                    |
| 2002      | Harmadik műszak                   | Third Watch                         | Nancy                         | 2 epizód                                    |
| 2003      |                                   | Russians in the City of Angels      | Rachael Somov                 | 8 epizód                                    |
| 2003      |                                   | Kingpin                             | Lorelei Klein                 | 1 epizód                                    |
| 2003      | Briliáns terv                     | Before I Say Goodbye                | Nell MacDermott Cauliff       | tévéfilm                                    |
| 2003      |                                   | First to Die                        | Joanna Wade                   | minisorozat                                 |
| 2003      | Holdfényöböl                      | The King and Queen of Moonlight Bay | Sandy Bateman                 | tévéfilm                                    |
| 2003      |                                   | Boston Public                       | Candy Sobell                  | 1 epizód                                    |
| 2004      | Reno 911! – Zsaruk bevetésen      | Reno 911!                           | New Wiegel                    | 1 epizód                                    |
| 2005      | Meleg helyzetben                  | Third Man Out                       | Ann Rutka                     | tévéfilm                                    |
| 2005      |                                   | Yesenin                             | Isadora Duncan                | minisorozat                                 |
| 2005      | Ünnepi otthon                     | Home for the Holidays               | Martha McCarthy               | tévéfilm                                    |
| 2006      | A törtető                         | A Job to Kill For                   | Jennifer Kamplan              | tévéfilm                                    |
| 2006      | CSI: A helyszínelők               | CSI: Crime Scene Investigation      | Dusty                         | 1 epizód                                    |
| 2007      | Vészhelyzet                       | ER                                  | Anna Hayes                    | 1 epizód                                    |
| 2007      | Tuti gimi                         | One Tree Hill                       | Hope Brown                    | 1 epizód                                    |
| 2007      | Jesse Stone: Rejtélyes bankrablás | Jesse Stone: Sea Change             | Sybil Martin                  | tévéfilm                                    |
| 2010–2011 | Nyughatatlan fiatalok             | The Young and the Restless          | Meggie McClaine               | 45 epizód                                   |
| 2013      |                                   | Star Trek: Renegades                | Dr. Lucien                    | próbaepizód                                 |
| 2018      | The Alienist – A halál angyala    | The Alienist                        | Mrs. Van Burgen               | 4 epizód                                    |

## Fontosabb díjak és jelölések
| Díj             | Év   | Kategória                                            | Jelölt mű                        | Eredmény |
| --------------- | ---- | ---------------------------------------------------- | -------------------------------- | -------- |
| Arany Málna díj | 1992 | legrosszabb női főszereplő                           | Halálcsók                        | Elnyerte |
| Arany Málna díj | 1992 | legrosszabb női mellékszereplő                       | Halálcsók                        | Elnyerte |
| Arany Málna díj | 1993 | legrosszabb női főszereplő                           | Szerelmi bűntények               | Jelölve  |
| Arany Málna díj | 1993 | legrosszabb női mellékszereplő                       | Volt egyszer egy gyilkosság      | Jelölve  |
| Arany Málna díj | 1995 | legrosszabb női mellékszereplő                       | Néha a csajok is úgy vannak vele | Jelölve  |
| Arany Málna díj | 1995 | legrosszabb női főszereplő                           | Dr. Jekyll Junior                | Jelölve  |
| Arany Málna díj | 1995 | - legrosszabb filmes páros - (Tim Dalyval megosztva) | Dr. Jekyll Junior                | Jelölve  |

## Fordítás
- Ez a szócikk részben vagy egészben  a   Sean Young című angol Wikipédia-szócikk fordításán alapul.  Az eredeti cikk szerkesztőit annak laptörténete sorolja fel. Ez a jelzés csupán a megfogalmazás eredetét és a szerzői jogokat jelzi, nem szolgál a cikkben szereplő információk forrásmegjelöléseként.